# Literatura en neerlandès
La literatura en neerlandès comprèn tots els escrits literaris al llarg dels temps en llengua neerlandesa, un idioma que té actualment prop de 23 milions de parlants. La literatura neerlandesa no es restringeix als Països Baixos, Flandes (Bèlgica), Surinam i Antilles Neerlandeses, sinó també a altres regions de llengua neerlandesa (en altres èpoques sota domini dels Països Baixos), com el Flandes francès, Sud-àfrica i les extintes Índies Orientals Neerlandeses (actual Indonèsia). Una subsecció n'és la literatura indoneerlandesa, inspirada en la Insulíndia colonial i postcolonial, que comprèn l'edat de l'or fins a l'actualitat. Alternativament, la literatura neerlandesa va ser i és produïda per persones originàriament estrangeres que van venir a habitar a les regions d'idioma neerlandès, com Anne Frank i Kader Abdolah.
En les seves etapes inicials, la literatura neerlandesa és definida per fragments d'obres literàries escrites en un dels dialectes de la regió dels Països Baixos. Abans del segle xvii, no hi havia un idioma estàndard unificat; els dialectes considerats neerlandesos van evolucionar del fràncic. La llengua afrikaans pot reivindicar les mateixes arrels literàries del neerlandès contemporani, puix ambdós idiomes deriven del neerlandès del segle xvii.

## Textos en neerlandès antic (500-1150)
Al voltant de l'any 500, el fràncic va evolucionar cap al franconi o neerlandès antic, una llengua germànica occidental que era parlada pels francs i, en menor mesura, per persones que vivien en les regions conquerides pels francs. Fins a la fi del segle xi, la literatura neerlandesa –com la literatura en la resta d'Europa– era gairebé totalment oral i en forma de poesia, cosa que facilitava als trobadors recordar i recitar els seus textos. Els textos científics i religiosos eren escrits en llatí, i per això molts textos escrits en els Països Baixos estan en llatí en comptes de neerlandès antic. Textos en neerlandès d'aquest període són rars.
En les etapes inicials de l'idioma, un considerable grau d'intel·ligibilitat mútua amb la majoria dels altres dialectes germànics occidentals estava present, i alguns fragments i autors poden ser reivindicats tant per la literatura neerlandesa com l'alemanya. Exemples inclouen els Psalms de Wachtendonk (neerlandès: Wachtendonkse Psalmen) del segle ix, una traducció per al baix franconi occidental d'alguns dels salms en el llindar del que és considerat l'idioma neerlandès; i el poeta del segle xii Hendrik van Veldeke (1150 - +1184).

### Descobriments més antics
- El 1996 una frase va ser descoberta en la beina de l'espasa de Bergakker de prop de 425-450, encara que podria ser escrita en fràncic i no en neerlandès antic. Donada l'escassesa d'obres en ambdues llengües, la demarcació entre les dues és difícil de fer.
- Una altra frase pot ser trobada en la llei sàlica de l'inici del segle vi, que va ser elaborada durant el regnat del rei Clodoveu I, que encara és un franc salis. La frase diu: "Maltho thi afrio lito" ('Jo dic, i l'allibero, semilliure'). Aquesta frase era usada per a alliberar un serf. A més d'aquesta sentència, la llei sàlica també conté un nombre de paraules soltes.
- Un text de baptisme trobat en la Utrecht del segle VIII diu: "Gelobistu in got alamehtigan fadaer" (neerlandès modern: Geloof je in God, de almachtige vader?, 'vostè creu en Déu Pare Totpoderós?').

### ElsPsalms de Wachtendonck
Els Psalms de Wachtendonck són un nombre de psalms escrits en llatí i en una variació oriental del baix franconi. No és clar si el dialecte és antic linburguès o una variació del franconi del Ren. Molt pocs van restar-ne. Els psalms van ser nomenats en referència a un manuscrit que no va arribar fins a nosaltres, però, a banda del que es creu, els fragments que van sobreviure podrien haver estat copiats. Aquest manuscrit va estar una vegada en possessió del canonge Arnold Wachtendonck. Els fragments restants són còpies manuscrites fetes pel estudiós renaixentista Justus Lipsius en el segle xvi. Lipsius va fer una sèrie de còpies separades, aparentment del mateix material, però aquestes versions no sempre concorden entre si. A més d'això, alguns estudiosos van concloure que els incomptables errors i inconsistències en els fragments apunten no sols a algun descuit o falta d'atenció pels estudiosos del Renaixement, sinó també a errors en el manuscrit perdut d'on el material va ser copiat. El llenguatge dels salms suggereix que van ser originalment escrits en el segle x. Hi ha una sèrie d'edicions: entre d'altres, la del filòleg neerlandès del segle xix Willem Lodewijk van Helten i, més recentment, les edicions de l'historiador i lingüista americà Robert L. Kyes (1969) i les del filòleg neerlandès Arend Quak (1981). Com es podria esperar d'una traducció interlinear, l'ordre de les paraules del text en baix franconi segueix de molt prop la de l'original llatí.

### Leiden Willeram
Leiden Willeram és el nom donat a un manuscrit que conté una versió en baix franconi en alt alemany antic sobre el Càntic dels càntics de l'abat alemany Williram von Ebersberg (darrera anàlisi d'Isidor de Sevilla). Fins fa poc de temps, basat en la seva ortografia i fonologia, molts estudiosos creien que el text d'aquest manuscrit era mig franconi, que és alt alemany antic, amb una mica limbúrgic o barreges francònies. A més, el 1974, el filòleg alemany Willy Sanders va provar en el seu estudi Doni Leidener Willeram que en veritat el text representa una temptativa imperfecta, feta per un escriba de l'àrea de la costa nord-oest dels Països Baixos, de traduir l'original en franconi de l'est en el seu vernacle local. El text conté moltes paraules en neerlandès antic no conegudes en alt alemany antic, així com paraules tot just traduïdes per raó de la falta de familiaritat de l'escriba amb paraules en alt alemany antic en l'original que ell va traduir, i una ortografia confusa per influència de l'idioma original. Sanders també va comprovar que el manuscrit, actualment en la Biblioteca de la Universitat de Leiden, va ser escrit a la fi del segle xi en l'abadia d'Egmond, en l'actual Holanda del Sud, d'on ve l'altre nom del text: Egmond Willeram.

### Hebban olla vogala
El poema més antic de què es té coneixement va ser escrit per un monjo flamenc occidental en un convent de Rochester, Anglaterra, al voltant de 1100:
hebban olla vogala nestas hagunnan
hinase hic enda thu
wat unbidan we nu
("Alle vogels zijn nesten begonnen
behalve ik en jij.
Wat wachten we nog?")
"Tots els ocells han començat a fer nius,
excepte tu i jo,
a què estem esperant?"
D'acord amb el professor Luc de Grauwe, el text podria molt bé ser anglès antic, més específicament kentià antic, encara que no hi ha consens sobre aquesta hipòtesi. En aquella època, el neerlandès (occidental) antic i l'anglès antic eren molt semblants.

### La Bíblia rimada de Renània
Una altra font important del neerlandès antic és l'anomenada Bíblia rimada de la Renània (neerlandès: Rijnlandse Rijmbijbel i alemany: Rheinische Reimbibel). Aquesta és una traducció en vers d'històries bíbliques, certificat només en una sèrie de fragments, que va ser composta en una barreja de dialectes que contenen elements de baix alemany, neerlandès antic i alt alemany (franconi-renà). Va ser probablement composta en el nord-oest d'Alemanya en l'inici del segle xii, possiblement en l'abadia de Werden, prop d'Essen.

## Literatura en neerlandès mitjà (1150-1500)
En els segles xii i xiii, diversos escriptors van començar a escriure romanços de cavalleries i hagiografies (o sigui, històries sobre la vida dels sants) per encàrrec de membres de la noblesa. A partir del segle xiii, la literatura es va fer més didàctica i va desenvolupar un caràcter protonacional. El públic principal no era ja la noblesa, sinó la burgesia. La creixent importància dels Països Baixos del Sud va resultar en la majoria dels treballs que van ser escrits a Brabant, Flandes i Limburg.
En les primeres etapes de la literatura neerlandesa, la poesia era la forma predominant d'expressió literària. Tant en els Països Baixos com en la resta d'Europa, el romanç de cavalleria i la poesia eren els gèneres literaris existents durant l'edat mitjana. Un minnesänger va ser l'esmentat anteriorment Van Veldeke. El romanç de cavalleria medieval també va ser un gènere popular, presentant el rei Artús o Carlemany com a protagonistes.
Com l'èmfasi política i cultural en aquella època en les províncies del sud, la majoria de les obres heretades per l'edat mitjana va ser escrites en dialectes baix franconis com el limburguès, flamenc i brabantí. El primer escriptor en llengua neerlandesa conegut és van Veldeke, que va compondre poesia d'amor cortès, hagiografies i èpica.
Beatriz de Nazaré (1200–1268) va ser la primera escriptora en prosa en neerlandès de la qual es té coneixement, autora de la notable dissertació coneguda com els Set camins de l'amor diví.
Un nombre d'obres èpiques restants en neerlandès, especialment romanços de cavalleria, van ser còpies o expansions de composicions en alemany o francès antics, però existeixen exemples d'obres veritablement originals (com l'anònim Karel ende Elegast) i fins composicions en llengua neerlandesa que van servir de base per a versions en altres idiomes (com la peça de moralitat Elckerlijc que va servir d'inspiració per a la peça Everyman). Un altre gènere popular en l'edat mitjana era la faula, i la faula més elaborada produïda per la literatura neerlandesa fou una adaptació expandida del conte Renart, la rabosa, Vanden us Reynaerde, escrita al voltant de 1250 per una persona només coneguda per nosaltres com a Willem.
Fins al segle xiii, el neerlandès mitjà va produir principalment atenent als encàrrecs aristocràtics i monàstics, registrant les tradicions de cavalleria i de religió, però difícilment es va dirigir a la major part de la població. Amb la fi del segle xiii, va ocórrer un canvi en la literatura neerlandesa. Les ciutats flamenques i neerlandeses van començar a prosperar i a fer valer la seva supremacia comercial sobre el mar del Nord, i aquestes ciutats van obtenir privilegis equivalents a una gairebé independència política. Amb aquesta llibertat, va sorgir un nou tipus d'expressió literària.

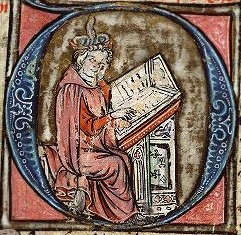
Jacob van Maerlant

El més important exponent d'aquest nou desenvolupament va ser Jacob van Maerlant (~1235–~1300), un estudiós flamenc que va treballar als Països Baixos durant part de la seva carrera. Les seves obres principals són Doni Naturen Bloeme ('La flor de la natura', c. 1263), una col·lecció de discursos morals i satírics adreçats a totes les classes de la societat, i De Spieghel Historiael ('El mirall de la història', c. 1284). Van Maerlant s'estengué en la divisió entre les províncies del nord i del sud. Fins llavors, les províncies del nord havien produït poques obres de valor, i van romandre així fins a la caiguda d'Anvers durant la Guerra dels Vuitanta anys, canviant el focus a Amsterdam. Li és moltes vegades atribuït el títol de "pare de la poesia neerlandesa", "un títol merescut per productivitat, sinó per una altra raó."
El frare de Bruxel·les Jan van Ruusbroec (1293/4–1381) és considerat el pare de la prosa neerlandesa que, juntament amb Beatrice, va dur la prosa més enllà dels dominis econòmics i polítics i va usar-la per a fins literaris. Va escriure sermons plens de pensaments místics.
Al voltant de 1440, van sorgir gremis literaris anomenats rederijkerskamers ('cambres de retòrica'). Aquests, els membres dels quals es proclamaven Rederijkers o 'retòrics', eren en gairebé tots els casos de classe mitjana, i s'oposaven a les idees i tendències aristocràtiques, en pensament. D'aquestes cambres, les primeres van ser gairebé enterament dedicades a la preparació de peces de misteri i miracles per a les persones. Per tant, la seva influència va créixer fins que cap festival o processó podria esdevenir en una ciutat sense que la cambra el patrocinés. Les peces de les cambres molt rarament retrataven personatges històrics o bíblics, però sí enterament abstraccions morals i al·legòriques i eren de naturalesa didàctica. Els exemples més notables del teatre de Rederijker inclouen Mariken van Nieumeghen ('Maria de Nimega') i Elckerlijc (que va ser traduït a l'anglès com a Everyman).
En la fi del període inicial, Anna Bijns (c. 1494–1575) roman com una figura de transició. Bijns era una professora i germana laica nascuda a Anvers, els objectius principals de la qual eren la fe i la figura de Luter. En el seu primer volum de poesia (1528), els luterans van ser escassament esmentats i el focus era la seva experiència personal de fe, però en el volum de 1538 cada pàgina és omplerta amb invectives contra ells. Amb els escrits de Bijns, el període del neerlandès mitjà es tanca i comença el del neerlandès modern.

## Renaixement i l'edat d'or (1550–1670)
Les primeres sacsejades de la Reforma protestant van aparèixer en la literatura neerlandesa en una col·lecció de salms traduïts impresos a Antuérpia el 1540 amb el títol de Souter-Liedekens ('Cançons de psalteri'). Per a les congregacions protestants, Jan Utenhove va imprimir un volum de salms el 1566 i va fer la primera temptativa de traducció del Nou Testament en neerlandès. Molt diferent en el to eren les cançons de batalla cantades pels reformadors, les cançons dels Geuzen. El famós cançoner medieval de 1588, Een Geusen Lied Boecxken ('Un cançoner de captaires'), era ple de sentiment heroic.
Philips van Marnix, senyor de Santa Aldegonda (1538–1598), va ser un dels líders en la Guerra de la independència neerlandesa i amic íntim de Guilherme I, príncep d'Orange. La lletra de Wilhelmus, l'actual himne nacional dels Països Baixos i una demanda d'excuses de les accions del príncep compostes al voltant de 1568, són atribuïts a Marnix. La seva obra principal va ser Biëncorf doni Heilige Roomsche Kercke ('El rusc de la Santa Església romana') de 1569, una sàtira de l'Església catòlica. Marnix va ocupar els últims dies de la seva vida en la preparació d'una versió neerlandesa de la Bíblia, traduïda directament de l'original; quan va morir, solament el Gènesi estava conclòs. El 1619, el sínode de Dort va col·locar l'obra inacabada en mans de quatre teòlegs, que la van concloure. Aquesta traducció va constituir el punt de partida de la Statenvertaling o 'Bíblia de l'estat', una traducció completa de la Bíblia en neerlandès encarregada pel sínode. A fi de poder ser entesa per tots els neerlandesos, la Statenvertaling incloïa elements de tots els principals dialectes neerlandesos, i així es va fer la pedra angular del modern neerlandès estàndard.
Dirck Volckertszoon Coornhert (1522–1590) va ser el primer escriptor veritablement humanista dels Països Baixos. El 1586, va produir la seva obra principal, el Zedekunst ('Art de l'ètica', 1586), un tractat filosòfic en prosa. L'humanisme de Coornhert uneix la Bíblia, Plutarc i Marc Aureli en un gran sistema d'ètica.
Per aquests temps, l'agitació política i religiosa als Països Baixos va resultar en l'acte de Retractació de 1581, testificant el rei, Felip II de Castella, i en el posterior conflicte de vuitanta anys per a confirmar aquesta declaració. Com a resultat, les províncies del sud, algunes de les quals havien recolzat la declaració, van ser separades de les províncias del nord, que van romandre sota domini espanyol. En última anàlisi, això resultaria en els actuals estats de Bèlgica (sud) i dels Països Baixos (nord). Després que Anvers caigués en mans espanyoles el 1585, Amsterdam es va convertir en el centre de la producció literària, puix tota la intel·lectualitat va fugir en direcció al nord. En relació amb el nivell de literatura neerlandesa practicada, això va significar un renaixement cultural del nord i simultàniament una disminució del sud. El nord va rebre un impuls cultural i intel·lectual mentre que al sud el neerlandès va ser àmpliament substituït pel francès com l'idioma de la cultura i administració.

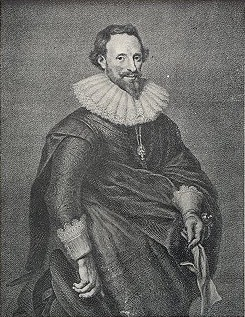
P. C. Hooft

A Amsterdam, es formà un cercle de poetes i dramaturgs al voltant de la figura del mecenes Roemer Visscher (1547–1620), que seria eventualment conegut com el Muiderkring ('cercle de Muiden') per ser la residència del seu membre més prominent, Pieter Corneliszoon Hooft (1581–1647), escriptor de poesia pastoral i lírica i d'història. De 1628 a 1642 va escriure la seva obra principal, la Nederduytsche Historiën ('Història dels Països Baixos'). És considerat un dels majors historiadors, no sols dels Països Baixos, sinó de tot Europa. La seva influència en l'estandardització de la llengua del seu país és considerada enorme, i molts escriptors es van adaptar a l'estilística i al model gramatical concebut per Hooft. Altres membres del seu cercle incloïen la filla de Visscher, Tesselschade (1594–1649, poesia lírica) i Gerbrand Adriaensz Bredero (1585–1618, peces romàntiques i comèdies), del qual la peça més coneguda és De Spaansche Brabanber Jerolimo ('Jerolimo, el brabant espanyol'), una sàtira sobre els refugiats del sud. Un poeta versàtil, vagament associat al Cercle de Muiden, va ser el diplomat Constantijn Huygens (1596–1687), tal vegada més conegut pels seus epigrames espirituals. L'estil de Huygens era brillant i vivaç i era un expert artista en la mètrica.

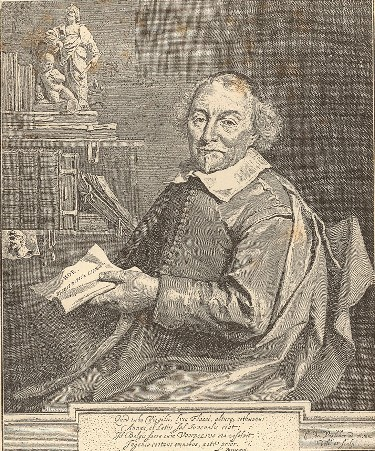
Joost van den Vondel

El més conegut de tots els escriptors neerlandesos és el dramaturg i poeta Joost van den Vondel (1587–1679), que va escriure principalment tragèdies bíbliques i històriques. El 1625, va publicar el que semblava un estudi innocent de l'antiguitat, la seva tragèdia Palamedes, o la innocència assassinada, però que va ser un homenatge vetllat a Johan van Oldebarnevelt, el gran pensionari de la República, que va ser executat el 1618 per ordre de Stadhouder Maurici de Nassau. Vondel va fer en una setmana l'escrit més famós als Països Baixos en els vint anys següents, fins a l'ascens de Frederick Henry, i va mantenir un combat cos a cos amb els calvinistes de Dordrecht. El 1637, Vondel va escriure una de les seves obres més populars amb l'ocasió de l'obertura del nou teatre d'Amsterdam: Gijsbreght van Aemstel, una peça sobre una figura local històrica modelada vagament en el material de l'Eneida que encara és escenificada actualment. El 1654, Vondel va presentar la que és considerada la millor de les seves obres, la tragèdia de Lúcifer, de la qual es diu que John Milton s'hi va inspirar. Vondel és considerat l'exemple típic d'intel·ligència i imaginació neerlandesa en seu més alt desenvolupament.
Una escola semblant a aquesta d'Amsterdam va sorgir a Middelburg, la cabdal de la Zelanda, liderada per Jacob Cats (1577–1660). Cats, d'hàbit genuí neerlandès de pensament, d'esperit utilitari i didàctic, assolí el cim de fluïdesa i popularitat. Durant l'inici de la seva vida adulta va produir el més important dels seus escrits, els poemes didàctics Maechdenplicht ('El deure de les donzelles') i Sinne- en Minnebeelden ('Imatges d'al·legoria i amor'). El 1624, es va traslladar de Midelburg a Dordrecht, on de seguida va publicar la seva obra ètica anomenada Houwelick ('Noces'); i aquesta va ser seguida per una sèrie sencera de peces morals. Cats és considerat una mica pesat i prosaic per alguns, però la seva popularitat entre les classes mitjanes als Països Baixos sempre va ser alta.
Tal com va esdevenir en la literatura anglesa, les formes predominants de literatura produïdes en aquesta època eren poesia i drama, sent Coornhert (filosofia) i Hooft (història) les principals excepcions. En un altre gènere de prosa, Johan van Heemskerk (1597–1656) va ser el protagonista d'una nova moda que va prendre tota França: el romanç. El 1637, va escriure Batavische Arcadia (Arcadisme Jakarta), el primer romanç neerlandês original que va ser, en l'època, extremadament popular i àmpliament imitat. Un altre exponent d'aquest gènere va ser Nikolaes Heinsius el Jove, la seva obra Mirandor (1675) s'hi assembla, encara que precedeixi el Gil Blas d'Alain-René Lesage.
El període de 1600 a 1650 va ser el temps de floració de la literatura neerlandesa. Durant aquest període, els noms de major geni van ser els primers a fer-se coneguts pel públic i el vigor i bellesa de l'expressió literària van aconseguir el seu més alt desenvolupament. Els tres literats d'especial talent dominant, Vondel, Cats i Huygens, van sobreviure fins a una edat extremadament avançada i sota la seva ombra va brollar una nova generació que va sostenir la gran tradició fins al voltant de 1670, quan va declinar ràpidament.

## 1670–1795
Després de la gran divisió dels Països Baixos en República Unida dels Països Baixos i en Països Baixos Espanyols formalitzada en la pau de Westfàlia (1648), la literatura en neerlandès gairebé exclusivament va significar "literatura republicana", així com la llengua neerlandesa va caure en desfavor amb els governants del sud. Una notable excepció va ser l'escriptor de Dunkerque, Michiel de Swaen (1654–1707), que va escriure comèdies, moralitats i poesia bíblica. Durant la seva durada (1678), l'espanyol va perdre Dunkerque per al francès i, per tant, De Swaen és també el primer escriptor francoflamenc de pes.

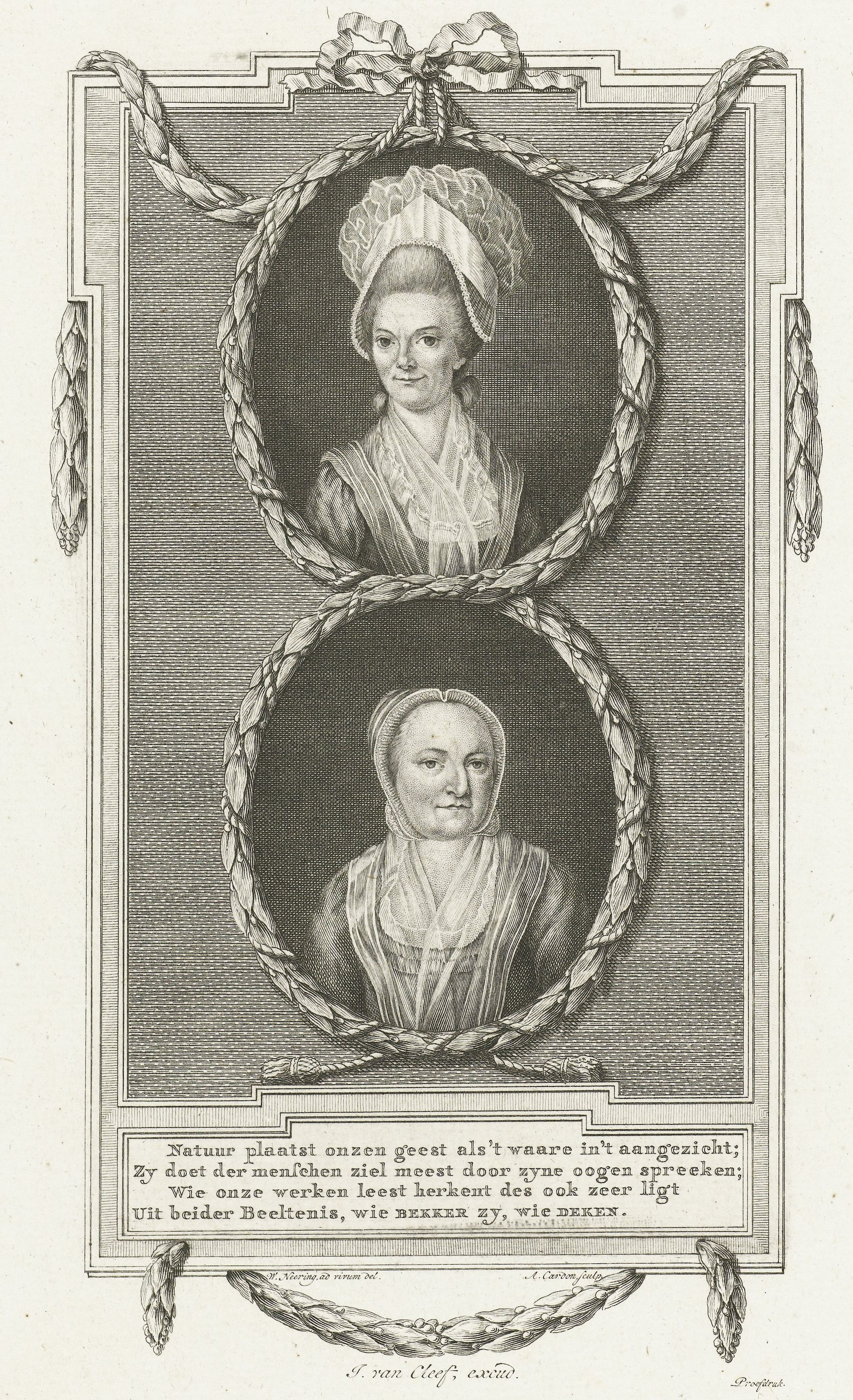
Betje Wolff (dalt) i Aagje Deken

Els dramaturgs de l'època van seguir el model francès de Pierre Corneille i d'altres, liderats per Andries Pels (d. 1681). Un poeta ben conegut d'aquest període va ser Jan Luyken (1649–1712). Un escriptor que va reviure especialment l'interès per la literatura va ser Justus van Effen (1684–1735). Va néixer a Utrecht i va ser influenciat per immigrants hugonots que van fugir de la república després de l'edicte de Fontainebleau el 1685. Van Effen va escriure en francès durant gran part de la seva carrera literària, però, influenciat per una visita a Londres, on les revistes Tatler i Spectator estaven en ascens, va començar a publicar, a partir de 1731, el seu Hollandsche The Spectator (L'Espectador Neerlandès), que va quedar aturat després de la seva mort el 1735. Així i tot, el que ell va compondre durant els quatre últims anys de la seva vida és considerat per molts el que constitueix el llegat més valuós per a la literatura neerlandesa que el segle xviii va deixar enrere.
L'any 1777 és considerat un moment de canvi radical en la història de les lletres dels Països Baixos. En aquest any, Elizabeth “Betje” Wolff (1738–1804), una vídua resident a Amsterdam, va persuadir la seva amiga Aagje Deken (1741–1804), una pobra però intel·ligent governanta, per a deixar-ho tot i anar a viure amb ella. Per gairebé trenta anys, aquestes dones van continuar juntes, escrivint en conjunt. El 1782, inspirades en part per Goethe, van publicar la seva primera novel·la, Sara Burgerhart, que va ser rebuda amb entusiasme. Dues novel·les més van aparèixer posteriorment abans que Wolff i Deken haguessin de fugir a França, el seu país de residència, a causa de la persecució per part del directori francès.
Els últims anys del segle xviii van ser marcats per un renaixement de la força intel·lectual. El moviment romàntic d'Alemanya es va fer notar especialment en tots els rams de la literatura neerlandesa, i el lirisme alemany va prendre el lloc fins llavors detingut pel classicisme francès, encara que el país va sucumbir a l'expansionisme francès de Napoleó Bonaparte (vegeu també Història dels Països Baixos).

## Elseglexix
Durant la fi del segle xviii i inici del segle xix, els Països Baixos van passar per una gran agitació política. Els Països Baixos espanyols, primerament, es van fer Països Baixos austríacs abans de ser annexats per França el 1795. La República va enfrontar una revolució inspirada i recolzada per França que va dur a la creació de la República Batava i el Regne d'Holanda, estats vassalls abans de l'actual annexió francesa de 1810. Després de la caiguda de Napoleó Bonaparte en la vila dels Països Baixos del sud, Waterloo, les províncies del nord i del sud van ser breument unides al Regne Unit dels Països Baixos. Aquest període va durar només fins a 1830, quan les províncies del sud es van separar per a formar Bèlgica. Aquesta transformació política va tenir poca influència en la literatura, i en el nou estat de Bèlgica, la condició de la llengua neerlandesa va romandre pràcticament sense alteracions, puix tots els assumptes governamentals i educatius eren administrats en francès.
En aquest context, l'escriptor més prominent va ser Willem Bilderdijk (1756–1831), un personatge intel·ligent, intel·lectual i també excèntric que va viure una vida agitada, escrivint gran quantitat de versos. Bilderdijk no tenia temps per al nou estil romàntic de poesia que emergia, però, així i tot, el fervor d'aquest estil va trobar el seu camí en els Països Baixos, primerament en la persona de Hiëronymus van Alphen (1746–1803), que actualment és més reconegut pels versos que va escriure quan era nen. Van Alphen va ser un exponent de l'escola més sentimental juntament amb Rhijnvis Feith (1753–1824), les novel·les dels quals estan impregnats de Weltschmerz.
En Hendrik Tollens (1780–1856), alguna cosa del poder de Bilderdijk i de la dolçor de Feith es van combinar. Tollens va escriure poemes nacionalistes i lletres de cançons celebrant els grans fets de la història dels Països Baixos i actualment és més conegut pel seu poema Wien Neêrlands Bloed ("Per a aquells en qui flueix la sang neerlandesa"), que era l'himne nacional dels Països Baixos fins a ser substituït el 1932 pel Wilhelmus de Marnix. Un poeta de talent considerable, l'habilitat del qual es va despertar per la relació personal amb Tollens i els seus seguidors, va ser A. C. W. Staring (1767–1840). Els seus poemes són una barreja de romanticisme i racionalisme.
La llengua neerlandesa del nord va resistir a la pressió alemanya externa i interiorment va trencar el seu llarg estancament i es va enriquir, com un mitjà d'expressió literària, amb una infinitat de formes noves i col·loquials. Alhora, cap gran geni va sorgir als Països Baixos en cap faceta literària. En els trenta o quaranta anys que van precedir 1880, el curs de la literatura als Països Baixos va ser tranquil, i fins i tot lent. Els escriptors neerlandesos havien relliscat en un convencionalisme de tractament i una limitació estricta de la forma, de què fins i tot els talents més excepcionals difícilment podrien escapar.
La poesia i una gran part de la prosa estava dominada per la llavors anomenada escola de ministres, puix els principals escriptors havien estat ministres calvinistes. Com a resultat, moltes de les seves obres matisaven valors domèstics bíblics i burgesos. Un bon exemple n'és Nicolaas Beets (1814–1903), que va escriure enormes quantitats de sermons i poesia, però actualment és recordat principalment pels esborranys humorístics en prosa de la vida neerlandesa en Camera Obscura (1839), que va escriure durant els seus dies d'estudiant sota el pseudònim d'Hildebrand.
El poeta Petrus Augustus de Genestet (1829–1861), mort prematurament, va escriure el poema narratiu, De Sint-Nicolaasavond ('Eva de Sinterklaas') el 1849. Un altre que tampoc no va deixar una gran impressió contemporània, Piet Paaltjens (ps. de François Haverschmidt, 1835–1894) és considerat un dels pocs poetes de lectura agradable del segle xix, representant en neerlandès de la pura vena romàntica exemplificada per Heinrich Heine.

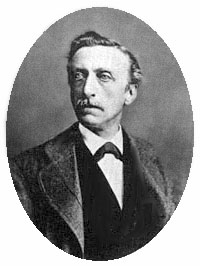
E. Douwes Dekker (Multatuli)

Sota la influència del nacionalisme romàntic, escriptors de Bèlgica van començar a reconsiderar la seva herència flamenca i van començar un moviment pel reconeixement de l'idioma neerlandès. Charles De Coster va llançar les bases per a la fundació d'una literatura nativa belga, en contar el passat flamenc amb novel·la històrica; no obstant això, va escriure les seves obres en francès. Hendrik Conscience (1812–1883) va ser el primer a escriure sobre assumptes flamencs en neerlandès i per això és considerat el pare de la literatura flamenca moderna. En poesia flamenca, Guido Gezelle (1830–1899) és una figura important. Un periodista i etnòleg ordenat, Gezelle, celebrava la seva fe i les seves arrels flamenques usant un vocabulari arcaic basat en el flamenc medieval, una mica en detriment de la llegibilitat.
Després de la restauració de les Índies Orientals Neerlandeses a l'estat neerlandès, les obres literàries s'hi van continuar produint. Amb l'augment de la consciència social sobre l'administració de les colònies i el tractament dels seus habitants, una veu influent va sorgir de les Índies amb el nom de Multatuli (ps. de Eduard Douwes Dekker, 1820–1887), i la seva obra Max Havelaar (1860) és una acusació contundent de la dolenta gestió colonial i una de les poques obres en prosa del segle xix que encara avui és considerada llegible.
Els principis del període 1830–1880 van ser resumits per Conrad Busken-Huet (1826–1886), principal crític de l'època, que va defensar les lletres neerlandeses per la manera que les interpretava.
En novembre de 1881, Jacques Perk (nascut el 1860) va morir i just després els seus poemes van ser publicats: el cicle de sonets Mathilde (1882) va despertar gran emoció. Perk va rebutjar totes les fórmules de poesia retòrica, i havia trencat les formes convencionals de ritme. No s'havia oït cap música com la seva als Països Baixos des de feia dos-cents anys. Un grup de joves reunits al seu entorn, es van ajuntar al poeta-novel·lista-dramaturg Marcellus Emants (1848–1923). Emants va escriure, el 1879, un poema simbòlic anomenat Lilith, que havia estat estigmatitzat com a audaç i sense sentit; encoratjat per l'admiració dels seus seguidors, Emants va publicar, el 1881, un tractat en què va fer el primer atac obert contra l'antiga escola literària.

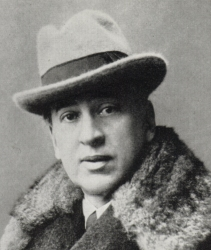
Louis Couperus

La següent aparició va ser la de Willem Kloos (1857–1938), que havia estat amic íntim i editor de Perk, i que ara liderava el nou moviment. Va fer atacs a l'autoritat reconeguda en estètica ocasionant un considerable escàndol. Per algun temps, els nous poetes i crítics van trobar gran dificultat a ser escoltats, però el 1884 van fundar una revista, De Nieuwe Gids (El Nou Guia), que va ser capaç d'oferir un desafiament directe als diaris de la vella guàrdia. El nou moviment va ser anomenat Tachtigers o "moviment dels vuitanta", a causa de la dècada en què va sorgir. Els Tachtigers insistien que les emocions íntimes i viscerals només podrien ser expressades usant-se un estil d'escrit íntim i visceral. Les principals influències dels Tachtigers van ser poetes del Regne Unit, com Percy Bysshe Shelley i els naturalistes francesos.
Els principals representants dels Tachtigers foren:
- Willem Kloos
- Albert Verwey
- Louis Couperus
- Frederik van Eeden
- Marcellus Emants
- Louis Deyssel
- Hermann Gorter

Al mateix temps, Louis Couperus (1863–1923) va aparèixer en l'escena literària, que havia passat tota la seva infància a Java. Els seus primers treballs literaris van ser lletres de cançons a l'estil dels Tachtigers; no obstant això, Couperus es va mostrar molt més important i durador com a novel·lista. El 1891, va publicar Noodlot, que va ser traduït en anglès com Footsteps of Fate, i fou admirat per Oscar Wilde. Couperus va continuar publicant novel·les fins a la seva mort, el 1923. Un altre talent per a la prosa va ser revelat per Frederik van Eeden (1860–1932) en De kleine Johannes ('Petit Johannes', 1887) i en Van de koele meren des doods ('De les fredes piscines de la mort', 1901), una novel·la malenconiosa.
Després de 1887, la condició de la literatura neerlandesa moderna va romandre comparativament estacionària, i en l'última dècada del segle xix es va trobar definitivament en disminució. El 1889, un poeta nou, Hermann Gorter (1864–1927) es va presentar al públic amb el poema épic Mei ('Maig'). Des del reconeixement de Gorter, cap altre talent notable es va destacar en la poesia neerlandesa, excepte P. C. Boutens (1870–1943), amb Verzen ('Versos'), publicats el 1898.
Kloos va reunir els seus poemes el 1894. Els altres, amb excepció de Couperus, van mostrar símptomes d'enfonsar-se en el silenci. L'escola literària sencera, ara que la lluita pel reconeixement havia acabat, reposava sobre el seu triomf i, per tant, es va limitar a la repetició de seus antics experiments.
El principal dramaturg del final del segle va ser Herman Heijermans (1864–1924), un escriptor de fortes tendències realistes i socialistes, que va modernitzar el teatre neerlandès. La seva tragèdia Op Hoop van Zegen ('Confiant la nostra destinació en les mans de Déu'), que encara és representada, és la seva peça més popular.

## El segle XX
En comú amb la resta d'Europa, els Països Baixos del segle xix van romandre efectivament inalterats fins a la Primera Guerra Mundial (1914–1918). Quan Bèlgica va ser envaïda per l'Imperi alemany, els Països Baixos van enfrontar greus dificultats econòmiques a causa de la seva política de neutralidat i conseqüent aïllament polític, localitzat com estava entre els dos costats en conflicte.
Tant la societat belga com la neerlandesa van emergir polaritzades de la guerra, cosa que significa que cada un dels principals moviments religiosos i ideològics (protestant, catòlic, socialista i liberal) es va situar independent de la resta, cadascú operant en els seus propis diaris, revistes, escoles, organitzacions de ràdio i així en una forma d'autoimposició i segregació no racial. Això, per la seva banda, va afectar els moviments literaris, puix els escriptors es reunien a l'entorn de les revistes literàries de cada un dels quatre "pilars" (limitats a tres a Bèlgica, perquè el protestantisme mai hi va crear arrels).
Un dels escriptors històrics més importants del segle xx va ser Johan Huizinga, que és conegut en l'exterior i traduït en diferents idiomes. Les seves obres escrites van ser influenciades per figures literàries de l'inici del segle xx.
- Hendrik Marsman
- Adriaan Roland Holst
- J. van Oudshoorn
- Arthur van Schendel
- Hendrik de Vries
- Jacobus van Looy

### Nova Objectivitat i el Grup Fòrum (1925–1940)
Durant la dècada de 1920, un nou grup d'escriptors, que es van distanciar de l'estil vistós del moviment de 1880, va sorgir, al·legant estar molt autocentrats i distanciats de la vida real. El seu moviment va ser anomenat Nieuwe Zakelijkheid ('Nova Objectivitat'). Un precursor aïllat és la figura de Nescio (J. H. F. Grönloh, 1882–1961), que va publicar els seus pocs contes els anys 1910. Un bon exemple de Nova Objectivitat és Ferdinand Bordewijk (1884–1965), amb el conte Bint (1931).
Un desplegament del moviment de Nova Objectivitat centrat a l'entorn de la revista Forum va aparèixer els anys de 1932 a 1935 i era editat pel principal crític literari neerlandès, Menno hi hagi Braak (1902–1940), i pel novel·lista Edgar du Perron (1899–1940). Escriptors associats a aquesta revista modernista inclouen, en un punt o un altre, els escriptors belgues Willem Elsschot i Marnix Gijsen i els neerlandesos J. Slauerhoff, Simon Vestdijk i Jan Greshoff.

### Segona Guerra mundial i ocupació (1940–1945)
La Segona Guerra Mundial va marcar una abrupte canvi en el paisatge literari neerlandès. Víctimes de l'inici de l'ocupació alemanya inclouen Du Perron (atac cardíac), Haver-hi Braak (suïcidi) i Marsman (ofegat mentre intentava escapar al Regne Unit); molts altres escriptors van ser forçats a amagar-se o van ser empresonats en camps d'extermini, com és el cas de Vestdijk. Molts escriptors van interrompre les seves publicacions a conseqüència del seu rebuig a participar en la Kultuurkamer ('Cambra de Cultura') alemanya, que pretenia regularitzar la vida cultural als Països Baixos. L'escriptor jueu Josef Cohen va escapar de ser processat convertint-se al cristianisme; l'escriptora Anne Frank (el seu Diari va ser publicat postumament) va morir en un camp d'extermini alemany, així com l'escriptor de novel·la policíaca, periodista i poeta Jan Campert, que va ser arrestat per ajudar jueus, i va morir el 1943 a Neuengamme.
Durant l'ocupació alemanya, alguna poesia de resistència va ser escrita en neerlandês, com De achttien dooden ('Els divuit morts') de Jan Campert.

### Temps moderns (1945-present)
Els escriptors que passen per les atrocitats de la Segona Guerra van reflectir en les seves obres la percepció alterada de la realitat. Òbviament, molts es van basar en les seves experiències passades, com va fer Anne Frank al seu diari, com va ser el cas d'Het bittere kruid ('L'herba amarga') de Marga Minco, i Kinderjaren ('Infància') de Jona Oberski. La renovació, que en història literària podria ser descrita com ontluisterend realisme ('realisme xocant'), és associada principalment a tres autors: Gerard Reve, W. F. Hermans i Anna Blaman. L'idealisme sembla haver desaparegut de la seva prosa, ara marcada per la descripció de la realitat crua amb gran atenció a l'aspecte físic i a la sexualitat. N'és un exemple De Avonden ('Les nits') de Gerard Reve, analitzant la desil·lusió d'un adolescent durant l'ocupació. A Flandes, Louis Paul Boon i Hugo Claus van ser els principals representants d'aquesta nova tendència literària.

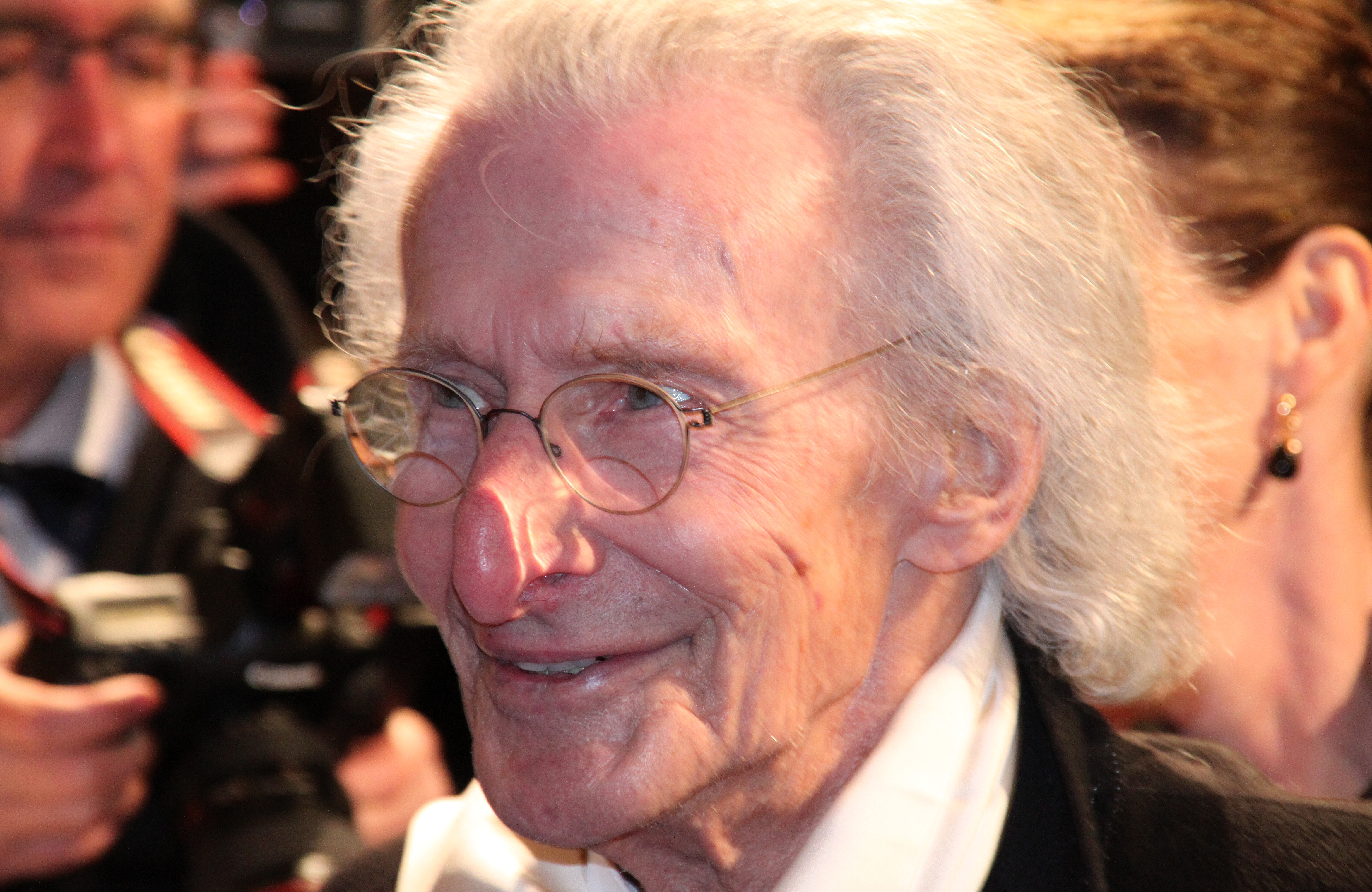
Harry Mulisch, escriptor neerlandès, el 2010

- Països Baixos: Vijftigers, Lucebert, Hans Lodeizen, Jules Deelder, J. Bernlef, Remco Campert, Hella S. Haasse, Eric de Kuyper, M. Vasalis, Leo Vroman, Harry Mulisch, Willem Frederik Hermans, Gerard Reve, Jan Wolkers, Rudy Kousbroek, Tessa de Loo, Cees Nooteboom, Maarten 't Hart, A. F. Th. van doni Heijden, Rutger Kopland, H. H. Balkt, Gerrit Krol, Gerrit Komrij, Connie Palmen, Geert Mak, J. J. Voskuil, Arnon Grunberg, Tjalie Robinson, Marion Bloem, Ernst Jansz, Beb Vuyk, Maria Dermout, i Adriaan van Dis.
- Flandes: Gerard Walschap, Louis Paul Boon, Hugo Claus, Jef Geeraerts, Tom Lanoye, Erwin Mortier, Dimitri Verhulst, Jotie T'Hooft, Herman Brusselmans, Tom Naegels, Kristien Hemmerechts, Herman de Coninck, Marnix Gijsen, i Jos Vandeloo.
- Suriname: Wim Bos Verschuur, Hugo Pos, Corly Verlooghen, i Ellen Ombre.